# Бешкино-1
Бешкино-1 — деревня в Гдовском районе Псковской области России. Входит в состав Юшкинской волости Гдовского района.
Расположена в 8 км к югу от райцентра и в 5 км к северу от волостного центра Юшкино на автодороге Псков — Гдов (Р60). Севернее находится деревня Бешкино-2.

## Население
Численность населения деревни по оценке на 2000 год составляет 48 жителей.